# Parupeneus ciliatus
Parupeneus ciliatus es una especie de peces de la familia Mullidae en el orden de los Perciformes.

## Morfología
• Los machos pueden llegar alcanzar los 38 cm de longitud total.

## Distribución geográfica
Se encuentra desde el oeste de la Índico hasta las Islas Marquesas, las Tuamotu, el sur del Japón, Australia y la Isla de Pascua.

## Hábitat
Es un pez de mar.